# Kay Sabban

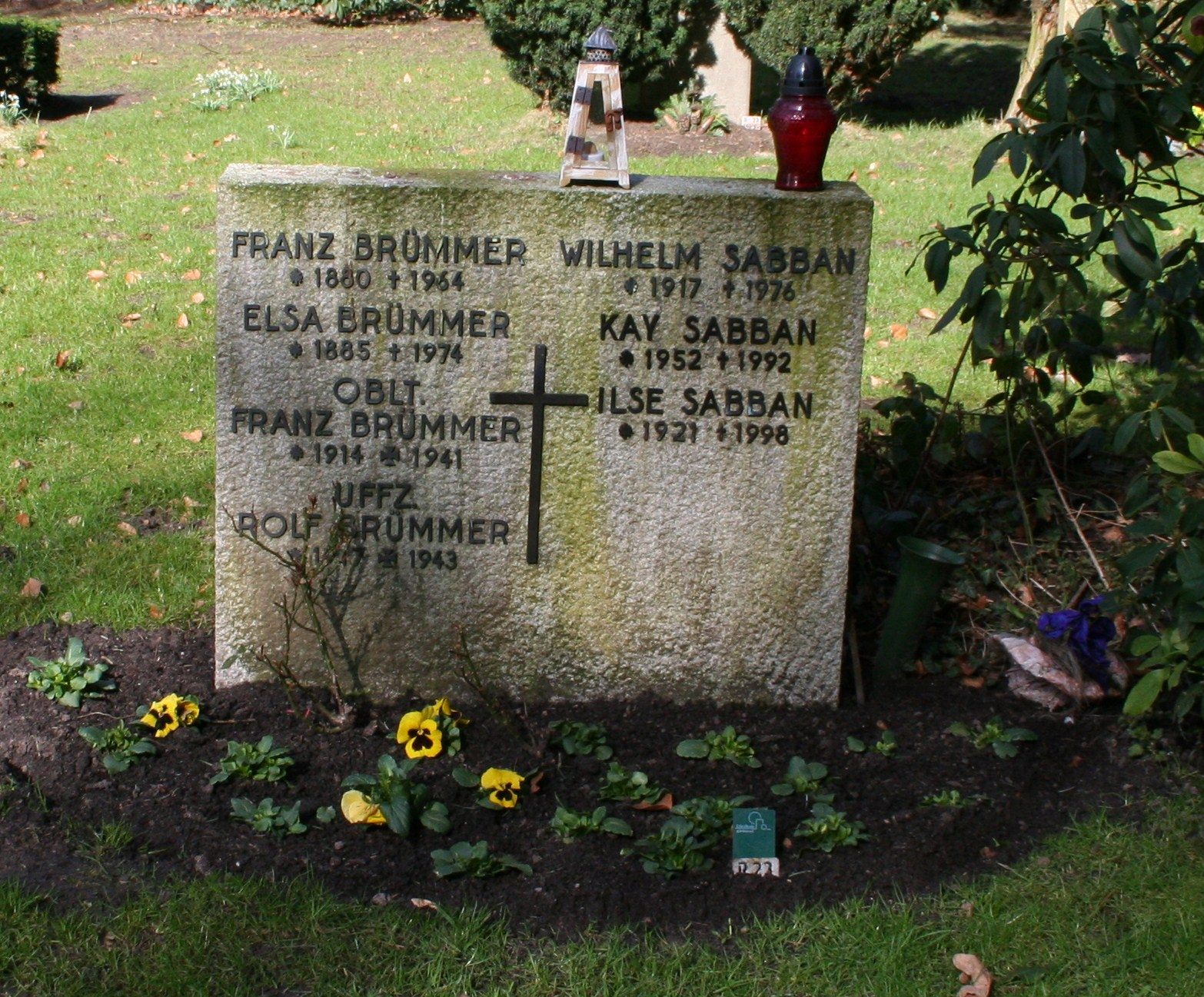
Grabstätte von Kay Sabban

Kay Sabban (* 26. Juli 1952 in Hamburg; † 6. August 1992 ebenda) war ein deutscher Schauspieler.

## Leben
Sabban arbeitete als Schauspieler auf der Bühne, in Film und Fernsehen. Er spielte in zahlreichen Fernsehserien mit, wie beispielsweise in Tatort, Hotel Paradies, Insel der Träume oder St. Pauli-Landungsbrücken. Darüber hinaus arbeitete er auch für Hörfunk und Synchronisation.
Einem breiten Publikum wurde er vor allem durch die Rolle des Motorradpolizisten Neithardt Köhler bekannt, die er von 1986 bis 1992 in der Serie Großstadtrevier spielte. Sabban starb im August 1992 während der Dreharbeiten zur 55. Folge (Zapfenstreich) im Alter von 40 Jahren an einer Lungenembolie. Seine Schauspielkollegen widmeten ihm diese Folge, in deren Vorspann sie mit einem Widmungstext an ihn erinnern. Die Rolle des Motorradpolizisten wurde seitdem nicht wieder besetzt.
Er hinterließ eine 1987 geborene Tochter und seine Lebensgefährtin. Vor dieser Partnerschaft war er ab dem 23. Dezember 1983 zwei Jahre lang mit der Schauspielerin Carolin van Bergen verheiratet. Er wurde im Familiengrab auf dem Friedhof Ohlsdorf im Abschnitt S 23 in Hamburg beigesetzt.

## Filmografie
- 1976: Schaurige Geschichten (Fernsehserie, 1 Folge)
- 1981–1992: Tatort (7 Folgen)
  - 1981: Tatort: Das Zittern der Tenöre
  - 1982: Tatort: Trimmel und Isolde
  - 1985: Tatort: Baranskis Geschäft
  - 1989: Tatort: Keine Tricks, Herr Bülow
  - 1991: Tatort: Finale am Rothenbaum
  - 1991: Tatort: Tod eines Mädchens
  - 1992: Tatort: Stoevers Fall
- 1982: St. Pauli-Landungsbrücken (Fernsehserie, 2 Folgen)
- 1982: Unheimliche Geschichten (Fernsehserie, 1 Folge)
- 1982: Steckbriefe (Fernsehserie, 1 Folge)
- 1985: … Erbin sein – dagegen sehr (TV-Miniserie)
- 1986–1993: Großstadtrevier (Fernsehserie, 37 Folgen)
- 1986: Tante Tilly
- 1986: Detektivbüro Roth (Fernsehserie, 1 Folge)
- 1990: Hotel Paradies (4 Folgen)
  - Hotel Paradies – Gold!
  - Hotel Paradies – Der Schminkkoffer
  - Hotel Paradies – Neuer Lebensmut
  - Hotel Paradies – Die Liebe eines Engels
- 1991: Insel der Träume (Fernsehserie, 1 Folge)
- 1991: Zwei Münchner in Hamburg (Fernsehserie, 1 Folge)